# Zabok
Zabok je grad u Krapinsko-zagorskoj županiji u Hrvatskoj.

## Naselja u sastavu Grada Zaboka
Grad se sastoji od 17 naselja:
- Bračak
- Bregi Zabočki
- Dubrava Zabočka
- Grabrovec
- Grdenci
- Gubaševo
- Hum Zabočki
- Jakuševec Zabočki
- Lug Zabočki
- Martinišće
- Pavlovec Zabočki
- Prosenik Gubaševski
- Prosenik Začretski
- Repovec
- Špičkovina
- Tisanić Jarek
- Zabok

## Zemljopis
Površina grada iznosi 34 km2.

## Stanovništvo
Prema popisu iz 2011. godine Zabok ima 8.994 stanovnika.
| broj stanovnika | 3195  | 3708  | 4086  | 4664  | 4978  | 5558  | 5422  | 6025  | 6852  | 6990  | 7583  | 8696  | 9002  | 9394  | 9365  | 8994  | 8656  |
|                 | 1857. | 1869. | 1880. | 1890. | 1900. | 1910. | 1921. | 1931. | 1948. | 1953. | 1961. | 1971. | 1981. | 1991. | 2001. | 2011. | 2021. |

| broj stanovnika | 281   | 319   | 361   | 511   | 566   | 600   | 610   | 681   | 1020  | 1149  | 1454  | 2331  | 2557  | 2881  | 2859  | 2714  | 3408  |
|                 | 1857. | 1869. | 1880. | 1890. | 1900. | 1910. | 1921. | 1931. | 1948. | 1953. | 1961. | 1971. | 1981. | 1991. | 2001. | 2011. | 2021. |

## Uprava
Upravu čini gradonačelnik i gradsko vijeće.

## Povijest
Naziv Zabok po prvi put se spominje 1335. godine u dokumentu kojim je hrvatsko-ugarski kralj Karlo I. Robert darovao Zabok Petru, sinu Nuzlina.

## Gospodarstvo
Geografski položaj Zaboku daje velike mogućnosti gospodarskog razvoja. Nalazi se u srcu Hrvatskog zagorja uz autocestu Zagreb - Macelj (na pola sata vožnje od Zagreba) i centralno je željezničko čvorište županije. Prema ostvarenom putničkom prometu zabočki je željeznički kolodvor među najvažnijima u Hrvatskoj. U Zaboku postoji gospodarska zona sa svom infrastrukturom.
Sve do osamostaljenja Hrvatske, Zabok je imao jaku tekstilnu industriju koja je sada opsegom znatno smanjena i djeluje u teškim uvjetima. Osim tekstilne industrije, postoji tvornica rasvjetnih tijela, a nove proizvodne pogone otvorili su Dunapack, za proizvodnju valovitog katona i M-profil za proizvodnju metalnih konstrukcija. 
Postoji i cijeli niz manjih uslužnih tvrtki poput auto-salona, servisa i sl., a velik je broj i manjih proizvodno-uslužnih obrta.
U Zaboku djeluju i tvrtke bitne za razvoj zabočkog, ali i šireg zagorskog područja. To su Hrvatska elektroprivreda, DP Zabok; Zagorski vodovod; Zagorski metalac, za distribuciju prirodnog plina; Hrvatski Telekom- telekomunikacijski centar Zabok, Fina, Porezna uprava, Javni bilježnik, Fond mirov. i zdravstva, Prekršajni i Općinski sud, Policijska uprava itd.
U Zaboku poslovnice ima sedam banaka (Zagrebačka, Privredna, Splitska, Erste, Samoborska, RBA i OTP-u Konzumu) i nekoliko osiguravajućih društava.

## Znamenite osobe
- Ksaver Šandor Gjalski, hrv. književnik
- Alen Gerek, hrv. nogometni sudac
- J. R. August (Nikola Vranić), hrv. kantautor
- Hrvoje Ivančić, hrv. pisac, reporter i dokumentarist
- Siniša Hajdaš Dončić, hrv. političar i ekonomist

## Spomenici i znamenitosti
- Crkva Sv. Jelene (1805. god)
- Dvorac Gjalski
- Dvorac Bračak
- Kapela sv. Antuna
- Dvorac Gredice

## Obrazovanje
- OŠ Ksavera Šandora Gjalskog
- Osnovna glazbena škola pri OŠ K. Š. Gjalskog
- Srednja škola za umjetnost, dizajn, grafiku i odjeću Zabok
- Srednja škola Zabok
- Gimnazija A.G.Matoš
- Fakultet informatike
- Fakultet turističkog menadžmenta
- Visoka poslovna škola

## Kultura
- Pučko otvoreno učilište
- Gradska knjižnica Ksaver Šandor Gjalski
- Centar urbane kulture Regenerator

- Radio Zabok
- Pjevački zbor "Gjalski"
- Gradski puhački orkestar "Zabok"
- Kulturno Umjetničko Društvo "Zabok"
- Dani Ksavera Šandora Gjalskog
- Udruga Mraz
- Građanska organizacija za kulturu GOKUL
- Limena glazba Prosenik

## Šport
- Atletski klub Zabok
- Budokai klub BTI Zabok
- ‘Đidara’ Zabok
- Košarkaški klub Zabok
- Košarkaški klub Ksaver
- Kuglački klub Zabok
- Lovačko društvo ‘Trčka’
- Motostart jet-ski klub
- Moto-sportski klub Zabok
- Moto klub ‘Zagorje’
- Ninjutsu klub Zabok
- NK Mladost Zabok
- NK ‘Đalski’, Gubaševo
- NK ‘Rudar’ Dubrava Zabočka
- Old timer klub Zabok
- Planinarsko društvo  "Zagorske steze"
- Ribolovno društvo ‘Linjak’
- Ribolovno društvo ‘Som’
- Ribolovno društvo ‘Žabec’
- ŠRD Zabok
- Streljačko društvo ‘Tekstilac’
- Šahovski klub ‘Polet’
- Ski klub Slalom
- Sportsko rekreativno društvo ‘Telekomunikacije Zabok’
- Stolnoteniski klub Zabok
- Teniski klub ‘Đalski’
- Ženski rukometni klub

Na motocross stazi "Vučak" povremeno se održavaju utrke FIM Svjetskog prvenstva u motocrossu, pod nazivom FIM Croatian Motocross Grand Prix te utrke Svjetskog prvenstva u motokrosu za prikoličare.

## Vanjske poveznice
|  | Zajednički poslužitelj ima još gradiva o temi Zabok |

- Službene stranice
- Košarkaški klub Zabok
- Tabor film festival
- Planinarsko društvo Zagorske steze Zabok